# Nazionale maschile under 21 di calcio dell'Azerbaigian
La nazionale di calcio azera Under-21 è la rappresentativa calcistica Under-21 dell'Azerbaigian ed è posta sotto l'egida della federazione calcistica dell'Azerbaigian. Ha debuttato nelle qualificazioni al campionato europeo Under-21 2002.

## Partecipazioni ai tornei internazionali

### Campionato europeo Under-21
Fino al 1991 l'Azerbaigian non aveva una propria nazionale in quanto lo stato azero era inglobato nell'Unione Sovietica. Esisteva, quindi, un'unica nazionale che rappresentava tutta l'Unione Sovietica. Dopo la dissoluzione dell'Unione Sovietica ogni nazione creò la propria nazionale.
| Anno | Luogo               | Piazzamento             | V | N | P | Gol |
| ---- | ------------------- | ----------------------- | - | - | - | --- |
| 1978 | -                   | Selezione non esistente | - | - | - | -   |
| 1980 | -                   | Selezione non esistente | - | - | - | -   |
| 1982 | -                   | Selezione non esistente | - | - | - | -   |
| 1984 | -                   | Selezione non esistente | - | - | - | -   |
| 1986 | -                   | Selezione non esistente | - | - | - | -   |
| 1988 | -                   | Selezione non esistente | - | - | - | -   |
| 1990 | -                   | Selezione non esistente | - | - | - | -   |
| 1992 | -                   | Non partecipante        | - | - | - | -   |
| 1994 | Francia             | Non qualificata         | - | - | - | -   |
| 1996 | Spagna              | Non qualificata         | - | - | - | -   |
| 1998 | Romania             | Non qualificata         | - | - | - | -   |
| 2000 | Slovacchia          | Non qualificata         | - | - | - | -   |
| 2002 | Svizzera            | Non qualificata         | - | - | - | -   |
| 2004 | Germania            | Non qualificata         | - | - | - | -   |
| 2006 | Portogallo          | Non qualificata         | - | - | - | -   |
| 2007 | Paesi Bassi         | Non qualificata         | - | - | - | -   |
| 2009 | Svezia              | Non qualificata         | - | - | - | -   |
| 2011 | Danimarca           | Non qualificata         | - | - | - | -   |
| 2013 | Israele             | Non qualificata         | - | - | - | -   |
| 2015 | Rep. Ceca           | Non qualificata         | - | - | - | -   |
| 2017 | Polonia             | Non qualificata         | - | - | - | -   |
| 2019 | Italia              | Non qualificata         | - | - | - | -   |
| 2021 | Ungheria / Slovenia | Non qualificata         | - | - | - | -   |
| 2023 | Romania / Georgia   | Non qualificata         | - | - | - | -   |

## Commissari tecnici
- ... (1992-2006)
- Nazim Əliyev (2006)
- Shakir Garibov (2007-2008)
- Bernhard Lippert (2008-2014)
- Yaşar Vahabzadə (2015-2017)
- Samir Ələkbərov (2017)
- Rəşad Fərhad Sadıqov (2017-2018)
- Milan Obradović (2019-2022)
- Samir Əliyev (2022-in carica)